# Oeuvre van Arnold Bax
Het Oeuvre van Arnold Bax bestaat uit zo’n 400 werken. Graham Parlett (en zijn broer David) hebben het oeuvre van Arnold Bax in kaart gebracht, waarbij allerlei onbekend werk op dook. Parlett gaf daarover in 1999 een boekwerk getiteld A catalogue of the works of Sir Arnold Bax uit, maar moest meteen sommige dingen corrigeren. Er werden nog werken terugvonden, terwijl andere werken gekoppeld konden worden aan reeds ingedeeld werk.
De besproken werken:
- GP017 1898 Sonate opus 1 voor piano (onvoltooid)
- GP064 1904 Cathaleen-ni-Hoolihan (eerste versie)
- GP072 1905 Cathaleen-ni-Hoolihan (tweede versie)
- GP092 1907 Fatherland (eerste versie)
- GP095 1907 Symfonie in F
- GP104 1907 The kingdom
- GP105 1908 A lyke-wake (versie zangstem, piano)
- GP106 1908 Deirdre (onvoltooide opera)
- GP110 1908 Into the twilight
- GP114 1909 In the faëry hills
- GP124 1910 Vioolsonate nr. 1
- GP127 1910 Pianosonate nr. 1 (eerste versie)
- GP128 1910 Roscatha
- GP129 1910 Enchanted summer
- GP134 1911 Festival overture (eerste versie)
- GP136 1911 Three nocturnes
- GP145 1912 Christmas eve on the mountains
- GP151 1912 Red autumn
- GP152b 1912/1913 Dance of wild irravel
- GP153 1912 Spring fire
- GP155 1913 Toccata
- GP159 1914 In the night
- GP160 1914 The bard of the Dimbovitza (versie zangeres, piano)
- GP161 1915 The princess's rose garden
- GP162 1915 In a vodka shop (piano)
- GP163 1915 The maiden with the daffodil
- GP166 1915 Vioolsonate nr. 1 (tweede versie)
- GP167 1915 Pianokwintet
- GP168 1915 Apple-blossom-time
- GP169 1915 Sleepy head
- GP171 1915 Vioolsonate nr. 2
- GP172 1915 A mountain mood
- GP173 1915 Winter waters
- GP174 1915 Bax kwam niet verder dan een schets voor een nieuw werk
- GP175 1916 The garden of Fand
- GP176 1916 Dream in exile
- GP177 1916 Nereid
- GP179 1916 In memoriam Patrick Pearse
- GP180 1916 Moy Mell
- GP188 1917 From dusk til dawn
- GP190 1917 In memoriam
- GP191 1917 November woods
- GP197 1918 Variations on Cadet Rousselle
- GP205 1918  On a may evening
- GP206 1918 A romance
- GP209 1918 Festival overture (tweede versie)
- GP210 1918 Symfonische variaties
- GP213 1919 Tintagel
- GP215 1919 In a vodka shop orkestversie voor Russian suite for orchestra
- GP216 1919 Whirligig
- GP219 1919 What the minstrel told us
- GP220 1920 The truth about the Russian dancers
- GP221 1920 Ceremonial dance
- GP222 1920 Serpent dance
- GP223 1920 Water music
- GP229 1920 Burlesque
- GP230 1920 Country-tune
- GP231 1920 The devil that tempted St Anthony (eerste versie)
- GP232 1920 A hill tune
- GP233 1920 Mediterranean (eerste versie)
- GP235 1920 Fantasie voor altviool en orkest
- GP236 1920 Vioolsonate nr. 1 (derde versie)
- GP240 1920 Pianosonate nr. 1 (tweede versie)
- GP243 1921 Summer music (eerste versie)
- GP245 1921 In the faëry hills (tweede versie)
- GP246 1921 Mater ora filium
- GP249 1921 Christmas eve gereviseerde versie van GP145
- GP254 1922 This worldes joie
- GP256 1922 Symfonie nr. 1
- GP257 1922 Mediterranean
- GP264 1923 To the name above every name
- GP267 1924 St Patrick's breastplate
- GP271 1925 Strijkkwartet nr. 2
- GP273 1925 Eternity (zangstem, piano)
- GP274 1915 Cortège for orchestra
- GP276 1926 Symfonie nr. 2
- GP277 1926 Romantic overture
- GP278 1926 Walsinghame
- GP279 1926 Pianosonate nr. 3
- GP281 1926 I sing of a maiden that is makeless
- GP287 1927 Hardanger
- GP293 1928 The devil that tempted St Anthony
- GP294 1928 Paean voor piano
- GP296 1928 The poisoned fountain
- GP297 1929 Symfonie nr. 3
- GP298 1929 Sonate voor twee piano's
- GP303 1930 Winter legends
- GP304 1930 Fanfare for a cheerful occadion
- GP305 1930 Overture to a picaresque comedy
- GP306 1930 Thou hast told us
- GP307 1931 Symfonie nr. 4
- GP308 1931 Wals voor harp
- GP309 1931 Northern ballad no. 1
- GP310 1931 The tale the pine-trees knew
- GP311 1931 Red autumn
- GP312 1932 Watching the needleboats
- GP313 1932 Symfonie nr. 5
- GP314 1932 Summer music (tweede versie)
- GP315 1932 Sinfonietta
- GP316 1932 Celloconcert
- GP317 1933 Saga fragment
- GP318 1932 Pianosonate nr. 4
- GP319 1933 Strijkkwintet
- GP320 1933 Prelude for a solemn occasion
- GP322 1933 Symphonic scherzo
- GP324 1934 Northern ballad no. 2
- GP325 1934 Fatherland (tweede versie)
- GP326 1934 Three songs for high voice and orchestra waaronder A lyke-wake
- GP327 1934 Klarinetsonate
- GP328 1934 Altvioolsonate (onvoltooid)
- GP329 1934 Octet
- GP330 1934 Eternity (zangstem, orkest)
- GP331 1935 Symfonie nr. 6
- GP332 1935 The morning watch
- GP333 1935 Nympholept (tweede versie)
- GP335 1936 Rogue’s commedy overture
- GP336 1936 Threnodie en scherzo voor fagot, harp en strijksextet
- GP337 1936 Concerto voor dwarsfluit, hobo, harp en strijkkwartet
- GP338 1936 Strijkkwartet nr. 3
- GP339 1936 Overture to adventure
- GP340 1937 London pageant
- GP341 1937 Salzburgsonate
- GP342 1938 Vioolconcert
- GP343 1938 Paean voor orkest
- GP344 1939 Symfonie nr. 7
- GP347 1942 Malta, G.C.
- GP348 1942 Five Greek folk songs
- GP349 1942 Five fantasies on polis christmas carols
- GP356 1944 To Russia
- GP357 1944 A legend, symphonic poem
- GP358 1944 Te Deum
- GP360 1944 Nunc Dimittis
- GP361 1945 Vioolsonate nr. 1
- GP362 1945 Suite on the name Gabriel Fauré
- GP364 1945 Victory march
- GP365 1945 O Dame get up and bake your pies
- GP366 1945 Golden eagle
- GP367 1946 Pianotrio
- GP368 1946 The bard of the Dimbovitza
- GP369 1946 Morning song
- GP373 1947 Royal wedding fanfare
- GP374 1948 Oliver Twist
- GP375 1938 Twee lyrische stukken voor piano
- GP376 1948 Magnificat
- GP377 1949 Concertante voor drie blaasinstrumenten en orkest
- GP378 1949 Concertante voor piano (linkerhand) en orkest
- GP379 1949 Variations on the name Gabriel Fauré
- GP380 1951 Twee fanfares Show Business 1851-1951
- GP381 1951 Journey into history
- GP385 1952 Kroningsmars
- GP386 1953 What is it like to be young and fair? Laatste werk

Niet ingedeeld:
- The Joyce Book
- Symphonietta Finale